# Àliga de Berga
L'Àliga de Berga és l'element més distingit de la comparseria de la Patum, la festa del Corpus de Berga.
Balla a la Plaça de Sant Pere per la Patum de Lluïment, acompanyada de dos balladors, després de saludar amb una reverència l'Església de Santa Eulàlia, al Nord, i l'Ajuntament, a l'Oest. Duu una corona ducal (per bé que la majoria de textos li atribueixen una corona comtal) i un ram de flors a la boca, tot i que, segons explica Ramon Felipó al seu llibre La Patum. El Corpus Christi de Berga, hi havia dut un colomí, com l'Àliga de Valls. A una biga del carrer Cardona de Berga, datada de 1689, hi apareix gravada l'Àliga amb la corona ducal, però el primer document que parla de l'Àliga trobat als arxius berguedans, és de 1756.

## Història
La Patum de Berga està integrada per una sèrie d'entremesos o comparses entre les quals destaca i sobresurt la de l'Àliga, pel seu aire distingit, noble i senyorial. El seu port aristocràtic la diferencia de la resta de comparses de la representació festiva. L'Àliga, representa una figura d'un ocell d'aquesta espècie de cartó pedra amb les ales plegades i el bec obert, on porta branques de llorer, olivera i clavells. Data del 1756, any en què l'Ajuntament decideix incorporar aquest entremès a la Patum per tal de solemnitzar-les encara més. L'encarregat d'esculpir-la fou el fuster local Ramon Roca, i el mateix 1756 la nova comparsa ja va participar en les festes.
L'estatus diferenciat de què gaudia aquest entremès s'evidencia en el fet que s'habilità un lloc específic per ser guardada a l'interior de la Casa de la Vila, construït pel mateix fuster (cal assenyalar que va percebre com a pagament uns honoraris exorbitants per l'època). Així mateix, ja des de primera incursió festiva a la representació de 1756, se li va permetre ballar al presbiteri de l'església, desfilava davant de la Custòdia a les processons del Corpus Christi.
Es considera que aquest tracte diferenciat es deu possiblement al fet que la figura de l'Àliga, no sols a Berga sinó també a la resta de poblacions catalanes, va simbolitzar diversos conceptes com la idea de justícia, va ser l'emblema de la dignitat aristocràtica i senyorial d'una ciutat davant d'autoritats foranes i podria haver-se relacionat amb la imatge de Sant Joan Evangelista com a símbol religiós. No obstant també és força estesa la interpretació, sobre el simbolisme d'aquest entremès, que representa l'alliberament de l'antiga vila que el 1393, passà del domini feudal de Joana d'Aragó i d'Armanyac, comtessa consort de Foix, al domini reial de Joan el Caçador, que regia la monarquia comtal catalana.
El ball de l'Àliga, solemne, sobri i elegant, i la seva música, considerada com la més monumental i distingida de les músiques integrants de la Patum, semblen tenir orígens diversos i complementaris: una dansa típica del segle xvi d'època renaixentista, línies melòdiques del cant gregorià, una cançó popular de la ciutat oriental de Constantinoble o fins i tot ser "l'adaptació berguedana" d'aquelles melodies que acompanyaven a l'entremès de l'Àliga a la ciutat de Barcelona i a la resta de poblacions catalanes.
L'any 1957, es va veure involucrada en un accident que va acabar amb la mort d'una persona. Aquest fet encara és recordat per la majoria dels berguedans.

## Coreografia i música
La comparsa de l'Àliga és formada pel portador i dos acompanyants, que antigament (fins a mitjan segle xix) anaven guarnits amb dos caps d'aguiló a manera de capgròs. Abans de començar la seva dansa l'Àliga executa dues reverències: una a l'Església de Santa Eulàlia, al Nord, i l'altre a l'Ajuntament, a l'Oest. El ball, tal com s'ha indicat és de caràcter solemne i elegant, amb una primera part, com la música que l'acompanya, més reposada i una segona part de ritme més viu i engrescador.
L'Àliga s'acompanya, sens dubte, de la melodia més acurada de les músiques de la Patum. Musicalment, la peça se'ns presenta dividida en dues parts: una primera amb una frase musical d'una inspiració gegant, solemne i carregada d'angoixa pel seu to menor que a poc a poc s'enlaira cap a un ritme saltironat, frasejant una escala d'evident regust oriental. Dits tocs orientals semblen deguts al fet que tot sembla indicar que la melodia de l'Àliga és extraordinàriament semblant a un determinat cant gregorià, que al seu torn podria derivar de l'arrel d'una melodia idèntica a Constantinoble de primers segle xx.
El ball de l'Àliga de Berga ha de ser anterior a la mateixa comparsa. Aquests orígens relacionats amb l'Orient i el cant gregorià i el fet que el 1756 ja se'n trobi una notació musical, així ho confirmen. En estrenar-se l'Àliga de Berga, a mitjan segle xviii, la peça era interpretada per a quartet de xeremies. Sembla que aquesta peça, adaptada i retocada durant el Renaixement, era executada en altres poblacions que disposaven d'Àliga, però només s'ha conservat a la ciutat de Berga.

## Fitxa tècnica
- Documentació : L'Àliga apareix documentada per primer cop l'any 1756
- Construcció : No s'ha pogut determinar si l'Àliga actual és l'original o una construcció del segle xix. S'hi han trobat pigments típics de meitat segle xix, però no s'han descartat la presència d'anteriors.
- Autor : En la construcció de 1756 l'autor fou Ramon Roca, fuster local. Si es tractés d'un àliga construïda al segle xix l'autor resta desconegut. La Policromia actual és obra d'Angelila Vilella (Berga, 1948) qui fou restauradora de la comparsa entre els anys 1983 i 2003
- Materials: Estructura interna de fusta amb passamans de metall. Diverses capes de teixits i cartró aglutinats amb cola animal. Successives capes de preparació de tipus tradicional i diverses capes pictòriques (al tremp i modernes). Làmina d'or (daurat tradicional), l'aplicació de la qual es desconeix si fou total o parcial.[5]
- Pes: 73 quilograms
- Mides:
  - llarg total (cua a bec): 2,74 metres
  - llarg cua a ventre: 2,53 metres
  - Amplada màxima: 0,93 metres
  - Alçada: 1,85 metres